# Saison 2019-2020 du Pro14
Navigation
Pro14 2018-2019 Pro14 2020-2021
La saison 2019-2020 du Pro14, ou Guinness Pro14 du nom de son sponsor du moment, voit s'affronter quatorze franchises sud-africaines, écossaises, galloises, irlandaises et italiennes de rugby à XV. Le Leinster Rugby est le champion en titre, et défend ce titre avec succès en remportant pour la septième fois la compétition.

## Liste des équipes en compétition
| Équipe                    | Entraineur             | Capitaine                  | Stade                     |
| Franchises irlandaises    | Franchises irlandaises | Franchises irlandaises     | Franchises irlandaises    |
| ------------------------- | ---------------------- | -------------------------- | ------------------------- |
| Connacht                  | Andy Friend            | Jarrad Butler              | Galway Sportsground       |
| Leinster                  | Leo Cullen             | Jonathan Sexton            | RDS Arena                 |
| Munster                   | Johann van Graan       | Peter O'Mahony             | Thomond Park              |
| Ulster                    | Dan McFarland          | Iain Henderson             | Kingspan Stadium          |
| Franchises galloises      |                        |                            |                           |
| Cardiff Blues             | John Mulvihill         | Ellis Jenkins              | Cardiff Arms Park         |
| Dragons                   | Dean Ryan              | Cory Hill                  | Rodney Parade             |
| Scarlets                  | Brad Mooar             | Ken Owens                  | Parc y Scarlets           |
| Ospreys                   | Allen Clarke           | Justin Tipuric             | Liberty Stadium           |
| Franchises écossaises     |                        |                            |                           |
| Édimbourg Rugby           | Richard Cockerill      | Stuart McInally            | Murrayfield               |
| Glasgow Warriors          | Dave Rennie            | Callum Gibbins Ryan Wilson | Scotstoun Stadium         |
| Franchises italiennes     |                        |                            |                           |
| Benetton Trévise          | Kieran Crowley         | Dean Budd                  | Stadio Comunale di Monigo |
| Zebre                     | Michael Bradley        | Tommaso Castello           | Stade Sergio-Lanfranchi   |
| Franchises sud-africaines |                        |                            |                           |
| Cheetahs                  | Hawies Fourie          | Oupa Mohojé                | Free State Stadium        |
| Southern Kings            | Robbi Kempson          | John-Charles Astle         | Wolfson Stadium           |

## Faits notoires
Après deux saisons sous la formule, les deux conférences sont mélangées afin de varier les oppositions. Les deux finalistes de la saison précédente, le Leinster et les Glasgow Warriors sont désormais placés dans la même conférence. L'Ulster accompagne le Leinster dans la conférence A, tandis que les deux autres équipes irlandaises sont versées das la conférence B. Côté gallois, les Cardiff Blues échangent leur place dans la conférence A pour la place des Dragons dans la conférence B. Pas de changement pour les équipes écossaises, italiennes et sud-africaines.

## Déroulement de la saison

### À mi-parcours (10ejournée)
Avec un début de saison marqué par la Coupe du monde, ce championnat où évoluent de nombreux internationaux a été quelque peu perturbé. Les clubs forts du Pro14 ont eu à affronter les cinq premières journées sans leurs meilleurs joueurs et avec plus ou moins de réussite. Le Leinster, tenant du titre, a fait mieux que limiter les dégâts grâce à la profondeur de son effectif, en remportant ses dix premières rencontres et accumulant des victoires à plus de 40 points à domicile. D'autres équipes s'en sortent sans grand dommage, comme Édimbourg Rugby, l'Ulster et les Scarlets (7 victoires pour 3 défaites). D'autres, comme Trévise et Glasgow sont décrochées au classement de leur conférence. Les Sud-Africains des Cheetahs, qui ne comptent aucun joueur international ont au contraire bénéficié de ce début de saison pour marquer des points à domicile face à d'autres prétendants à la phase finale, battant Glasgow (48-14), l'Ulster (63-26) et le Munster (40-16), et revenant de leurs déplacements avec une victoire et 2 points de bonus défensif, mais montrent aussi leurs limites en perdant lourdement sur le terrain des Zebre lors de la dixième journée.
Dans la conférence A, qui semblait la plus déséquilibrée avant le lancement de la saison avec le vainqueur, le finaliste et un des demi-finalistes de la saison précédente, le Leinster a déjà creusé un écart important avec ses poursuivants en obtenant 47 points sur 50 possibles. La province compte 11 points d'avance sur l'autre province irlandaise, l'Ulster (36 pts) et déjà 23 sur Glasgow (24 pts). Les Cheetahs (31 pts) sont troisièmes après avoir joué et gagné dans la difficulté leur premier, puis largement leur second match contre les Southern Kings en retard, lors du premier weekend du Tournoi des Six Nations 2020 et le weekend précédent. En plus du Leinster, qui semble d'ores et déjà intouchable, ces trois équipes se disputent les places qualificatives pour la phase finale. En cinquième position, les Dragons (18 pts) comptent 6 points de retard sur Glasgow, un écart qui leur permet d'espérer décrocher une qualification. Les Zebre (14 pts) et les Ospreys (9 pts) sont distancés.
Dans la conférence B, les débats sont bien plus équilibrés. En 11 points, l'écart creusé par le Leinster sur ses poursuivants, se tiennent les six premiers de ce groupe. Un premier trio composé d'Édimbourg (34 pts), des Scarlets (31 pts) et du Munster (30 pts) mène devant un second trio comprenant le Connacht (25 pts), les Cardiff Blues (24 pts) et Trévise (23 pts). Édimbourg et les Scarlets bâtissent leur avantage sur leur invincibilité à domicile, tandis que le Munster a subi deux revers inhabituels dans son bastion de Thomond Park, contre le Leinster et Édimbourg. Si les trois premiers sont favoris pour rejoindre la phase finale, la conférence reste ouverte, chaque équipe pouvant prétendre à la victoire contre chaque autre équipe. Parmi les poursuivants, Trévise, barragiste surprise de l'année précédente et qui était passé très près de l'exploit contre le Munster, semble disposer d'un calendrier légèrement plus abordable que ses adversaires, tandis que Cardiff a déjà joué et perdu à domicile contre le trio de tête et se prépare à trois déplacements très difficiles contre ces équipes. Pour les Southern Kings, septièmes et derniers de la conférence avec 7 points et 16 de retard sur la sixième place, se profile une nouvelle saison de grande difficulté.
En dehors des deux matchs des équipes sud-africaines, disputés les 25 janvier et 1er février, la compétition observe une pause de six semaines entre le 4 janvier et le 14 février en raison des fenêtres de la Coupe d'Europe et du Tournoi des Six Nations 2020.

### Suspension pour une durée indéfinie puis reprise du championnat
Le développement de la pandémie de maladie à coronavirus en Europe cause la suspension du championnat, à commencer par les matchs de la treizième journée impliquant les clubs italiens prévus le 29 février, tandis que le reste de la journée se déroule normalement. Dès la journée suivante, tout le championnat est à l'arrêt. Le 19 mars, il est d'ores et déjà annoncé que la finale, prévue à Cardiff, est annulée. Tout en se réservant le choix des modalités de poursuite de la saison, la direction du championnat annonce qu'en cas de finale, elle serait hébergée par les leaders des deux conférences en termes de points, c'est-à-dire le Leinster au moment de l'annonce et, très vraisemblablement, jusqu'à la fin de la saison.
Le 18 juin, la date du 22 août est avancée comme date-butoir pour la reprise d'un calendrier allégé du championnat. Les grands principes sont l'annulation des huit journées restantes et leur remplacement par deux dates, des derbys aller-retour entre équipes de la même nation, ces rencontres étant jugées les plus populaires par les organisateurs. Les deux rencontres annulées de la treizième journée sont soldées par un match nul 0-0. Au terme de cette saison abrégée, un tableau final réduit à quatre équipes voit s'affronter les deux meilleures équipes de chaque conférence. Le lieu des matchs de cette phase finale est déterminé par l'organisation en fonction du degré de sévérité de l'épidémie dans les régions des clubs concernés. Dans le cas où ce nouveau calendrier serait adopté, la saison se terminerait le 12 septembre, et la saison suivante débuterait le 2 octobre
.
Avec ces modifications, le Leinster est assuré de terminer la saison en tête de la conférence A. En battant leurs rivaux de Glasgow, Édimbourg conforte sa position en tête de la conférence B, et bénéficie de la victoire du Leinster sur le Munster pour s'assurer une demi-finale à domicile. Également battu par le Connacht, l'Ulster bénéficie du résultat de ce match pour obtenir la qualification en demi-finale contre Édimbourg. À une journée de la fin de la saison régulière, trois équipes sont qualifiées et deux équipes, le Munster et les Scarlets de Llanelli, sont en compétition pour la dernière place qualificative. C'est finalement la province irlandaise qui complète le dernier carré.
L'interruption et la pandémie risquent d'avoir des répercussions sur la saison suivante. Le 25 août, les Southern Kings annoncent cesser toute participation en compétition pour l'année 2020. La décision est sans conséquence pour la fin de la saison, les Southern Kings et les Cheetahs étant hors course pour les playoffs et inéligibles pour la Coupe d'Europe, mais pourrait signifier une reprise, la saison suivante, avec uniquement les douze équipes européennes.

### Phase finale
En conclusion de cette saison tronquée, le plateau de la demi-finale est quasi identique à celui de l'année précédente. Les rivaux du Leinster et du Munster s'affrontent tandis qu'une équipe écossaise, cette fois-ci Édimbourg et non Glasgow, reçoit l'Ulster. Si les trois provinces d'Irlande sont des habituées à ce stade de la compétition, c'est une première pour Édimbourg, qui n'a pu faire mieux que barragiste en 2018 (mais avait toutefois terminé second du championnat en 2009, au terme de la dernière saison disputée sans play-offs.
Les demi-finales voient triompher deux équipes irlandaises. Le Leinster, invaincu toute la saison, sort vainqueur d'un match très fermé contre les éternels rivaux du Munster. Dans la seconde demi-finale, l'Ulster, bien aidé par les nombreuses pénalités concédées par Édimbourg en fin de match et sifflées par l'arbitre irlandais de la rencontre, s'impose d'un coup de pied de but à la dernière seconde de la rencontre après avoir été mené de 12 points.

## Résumé des résultats

### Classement de la phase régulière
| Rang | Franchise        | J  | V  | N | D  | Bo | Bd | Pm  | Pe  | Diff | Pts |
| ---- | ---------------- | -- | -- | - | -- | -- | -- | --- | --- | ---- | --- |
| 1    | Leinster (T)     | 15 | 15 | 0 | 0  | 9  | 0  | 531 | 216 | +315 | 69  |
| 2    | Ulster           | 15 | 8  | 1 | 6  | 7  | 3  | 385 | 306 | +79  | 44  |
| 3    | Glasgow Warriors | 15 | 8  | 0 | 7  | 5  | 1  | 364 | 329 | +35  | 38  |
| 4    | Cheetahs         | 13 | 6  | 0 | 7  | 5  | 3  | 342 | 280 | +62  | 32  |
| 5    | Dragons          | 15 | 5  | 1 | 9  | 1  | 1  | 283 | 415 | -132 | 24  |
| 6    | Zebre            | 15 | 3  | 1 | 11 | 3  | 4  | 230 | 399 | -169 | 21  |
| 7    | Ospreys          | 15 | 2  | 2 | 11 | 1  | 4  | 205 | 375 | -170 | 17  |

| Rang | Franchise        | J  | V  | N | D  | Bo | Bd | Pm  | Pe  | Diff | Pts |
| ---- | ---------------- | -- | -- | - | -- | -- | -- | --- | --- | ---- | --- |
| 1    | Édimbourg Rugby  | 15 | 11 | 0 | 4  | 5  | 2  | 391 | 225 | +166 | 51  |
| 2    | Munster          | 15 | 10 | 0 | 5  | 8  | 3  | 425 | 255 | +170 | 51  |
| 3    | Scarlets         | 15 | 10 | 0 | 5  | 5  | 2  | 354 | 274 | +80  | 47  |
| 4    | Connacht         | 15 | 8  | 0 | 7  | 7  | 1  | 302 | 363 | -61  | 40  |
| 5    | Benetton Trévise | 15 | 6  | 1 | 8  | 5  | 5  | 309 | 350 | -41  | 36  |
| 6    | Cardiff Blues    | 15 | 7  | 0 | 8  | 3  | 2  | 283 | 327 | -44  | 33  |
| 7    | Southern Kings   | 13 | 1  | 0 | 12 | 0  | 3  | 204 | 498 | -294 | 7   |

|  | Qualifiés pour la phase finale et la Coupe d'Europe 2020-2021 (no 1, no 2, sauf franchises sud-africaines). |
|  | Qualifiés seulement pour la Coupe d'Europe.                                                                 |

Attribution des points : victoire : 4, match nul : 2, défaite : 0 ; plus les bonus (offensif : 4 essais marqués ; défensif : défaite par 7 points d'écart maximum).
Règles de classement : 1. Nombre de victoires ; 2.différence de points ; 3. nombre d'essais marqués ; 4. nombre de points marqués ; 5. différence d'essais ; 6. rencontre supplémentaire si la première place est concernée sinon nombre de cartons rouges, puis jaunes.
Règles de qualification en Coupe d'Europe : Sept clubs sont qualifiés pour la Coupe d'Europe. Sont qualifiés directement les trois meilleurs clubs de chaque conférence hors clubs sud-africains, les quatrièmes s'affrontent lors d'un match de barrage dont le vainqueur est qualifié.

## Résultats détaillés

### Phase régulière
Les deux matchs nuls marqués d'un astérisque correspondent aux matchs reportés de la treizième journée soldées par un match nul sur tapis vert. Les cases en gris clair correspondent aux matchs annulés des huit dernières journées.
| Clubs            | CHE   | DRA   | GLA   | LEI   | OSP   | ULS   | ZEB   |       | CAR   | CON   | EDI   | LLA   | MUN   | SOU   | TRE |
| ---------------- | ----- | ----- | ----- | ----- | ----- | ----- | ----- | ----- | ----- | ----- | ----- | ----- | ----- | ----- | --- |
| Cheetahs         |       |       | 48-14 |       |       | 63-26 |       |       |       |       |       | 40-16 | 45-0  |       |     |
| Dragons          | 13-10 |       | 18-5  |       | 25-18 |       | 12-39 |       | 14-38 |       | 22-20 |       |       | 25-37 |     |
| Glasgow Warriors |       | 34-19 |       | 10-23 |       |       | 56-24 | 17-13 |       | 20-16 | 21-25 |       | 50-0  |       |     |
| Leinster         | 36-12 | 50-15 | 55-19 |       | 53-5  | 54-42 |       |       | 54-7  | 40-14 |       |       |       |       |     |
| Ospreys          | 13-18 |       |       | 13-21 |       | 26-24 |       | 16-19 | 10-20 |       |       |       | 14-16 | 24-20 |     |
| Ulster           | 20-10 |       |       |       | 38-14 |       | 22-7  | 23-14 | 35-3  |       | 29-5  | 38-17 |       |       |     |
| Zebre            | 41-13 | 28-52 | 7-31  | 0-3   | 0-0*  |       |       |       |       |       |       | 0-28  |       | 8-13  |     |
| Cardiff Blues    |       | 16-12 |       |       |       |       |       |       |       | 11-19 | 14-16 | 23-33 |       | 34-24 |     |
| Connacht         | 24-22 |       |       | 11-42 |       |       |       | 29-0  |       |       |       | 14-19 | 24-12 | 41-5  |     |
| Édimbourg Rugby  |       | 20-7  | 29-19 |       |       |       | 50-15 | 14-6  | 41-14 |       | 46-7  |       | 61-13 |       |     |
| Scarlets         | 17-13 |       |       |       | 44-0  |       | 54-10 |       | 18-10 | 9-14  |       |       | 36-17 | 20-17 |     |
| Munster          |       | 39-9  |       | 6-13  | 28-12 |       |       |       |       | 16-18 | 29-10 |       | 68-3  |       |     |
| Southern Kings   | 30-31 |       |       |       |       | 17-42 |       | 27-31 | 19-29 |       |       | 20-31 |       |       |     |
| Benetton Trévise |       |       | 19-38 | 27-32 |       | 0-0*  | 36-25 | 28-31 |       | 18-16 |       |       | 36-30 |       |     |

### Remplacement des huit dernières journées
En remplacement des huit dernières rencontres de la saison régulière, deux matchs entre équipes de la même nation sont organisés pour achever le classement de la saison régulière. Le 25 août, les Southern Kings annoncent leur retrait de toute compétition dans le courant de l'année 2020.
| Clubs    | CON   | LEI   | MUN   | ULS   |
| -------- | ----- | ----- | ----- | ----- |
| Connacht |       |       |       | 26-20 |
| Leinster |       |       | 27-25 |       |
| Munster  | 49-12 |       |       |       |
| Ulster   |       | 10-28 |       |       |

| Clubs         | CAR   | DRA   | SCA   | OSP   |
| ------------- | ----- | ----- | ----- | ----- |
| Cardiff Blues |       |       |       | 29-20 |
| Dragons       |       |       | 20-41 |       |
| Scarlets      | 32-12 |       |       |       |
| Ospreys       |       | 20-20 |       |       |

| Clubs          | CHE | SOU |
| -------------- | --- | --- |
| Cheetahs       |     | FF  |
| Southern Kings | FF  |     |

| Clubs            | EDI   | GLA  |
| ---------------- | ----- | ---- |
| Édimbourg Rugby  |       | 3-15 |
| Glasgow Warriors | 15-30 |      |

| Clubs            | TRE  | ZEB   |
| ---------------- | ---- | ----- |
| Benetton Trévise |      | 13-17 |
| Zebre            | 9-16 |       |

### Phase finale
|  | Demi-finales        | Demi-finales        | Demi-finales        | Demi-finales        |          |          | Finale               | Finale               | Finale               | Finale               |
|  |                     |                     |                     |                     |          |          |                      |                      |                      |                      |
|  | Le 4 septembre 2020 | Le 4 septembre 2020 | Le 4 septembre 2020 | Le 4 septembre 2020 |          |          | Le 12 septembre 2020 | Le 12 septembre 2020 | Le 12 septembre 2020 | Le 12 septembre 2020 |
|  | Leinster            | Leinster            | 13                  | 13                  |          |          | Le 12 septembre 2020 | Le 12 septembre 2020 | Le 12 septembre 2020 | Le 12 septembre 2020 |
|  | Leinster            | Leinster            | 13                  | 13                  |          |          | Le 12 septembre 2020 | Le 12 septembre 2020 | Le 12 septembre 2020 | Le 12 septembre 2020 |
|  | Munster             | Munster             | 3                   | 3                   |          |          | Le 12 septembre 2020 | Le 12 septembre 2020 | Le 12 septembre 2020 | Le 12 septembre 2020 |
|  | Munster             | Munster             | 3                   | 3                   | Leinster | Leinster | 27                   | 27                   |                      |                      |
|  | Le 5 septembre 2020 |                     |                     |                     | Leinster | Leinster | 27                   | 27                   |                      |                      |
|  |                     |                     | Ulster              | Ulster              | 5        | 5        |                      |                      |                      |                      |
|  | Édimbourg Rugby     | Édimbourg Rugby     | Ulster              | Ulster              | 5        | 5        | 19                   | 19                   |                      |                      |
|  | Édimbourg Rugby     | Édimbourg Rugby     |                     |                     |          |          |                      | 19                   |                      |                      |
|  | Ulster              | Ulster              | 22                  | 22                  |          |          |                      |                      |                      |                      |
|  | Ulster              | Ulster              | 22                  | 22                  |          |          |                      |                      |                      |                      |

#### Demi-finales
| 4 septembre 2020 19 h 35 | Leinster                                                                                           | 13 – 3 (10 – 3) | Munster                       | Aviva Stadium, Dublin Arbitre : Andrew Brace |
| 4 septembre 2020 19 h 35 | Essai(s) : 1 Kelleher (28e) Transformation(s) : 1 Sexton (29e) Pénalité(s) : 2 Sexton (40e+1, 68e) |                 | Pénalité(s) : 1 Hanrahan (6e) | Aviva Stadium, Dublin Arbitre : Andrew Brace |
| 4 septembre 2020 19 h 35 | |                 |                               | Aviva Stadium, Dublin Arbitre : Andrew Brace |

| 5 septembre 2020 19 h 35 | Édimbourg Rugby                                                                                     | 19 – 22 (5 – 0) | Ulster | Murrayfield Stadium, Édimbourg Arbitre : Frank Murphy |
| 5 septembre 2020 19 h 35 | Essai(s) : 3 McInally (14e), Graham (47e), Dean (57e) Transformation(s) : 2 van der Walt (47e, 59e) |                 | Essai(s) : 3 Lyttle (54e), Herring (62e), Andrew (75e) Transformation(s) : 2 Burns (54e), Madigan (76e) Pénalité(s) : 1 Madigan (80e) | Murrayfield Stadium, Édimbourg Arbitre : Frank Murphy |
| 5 septembre 2020 19 h 35 | |                 | | Murrayfield Stadium, Édimbourg Arbitre : Frank Murphy |

#### Finale
Conformément aux règles spécifiques de cette saison, la finale est disputée sur le terrain choisi par la meilleure équipe de la saison régulière des deux conférences réunies. C'est au Leinster, invaincu toute la saison, qu'échoit ce privilège. Si la province de la capitale irlandaise est largement favorite contre une équipe qu'elle a battu deux fois dans la saison, elle a choisi de protéger certains de ses cadres en prévision de son quart de finale de Coupe d'Europe contre les Saracens. L'Ulster voit de son côté le retour de son capitaine Iain Henderson.
Malgré l'ouverture du score des Ulstermen dès la quatrième minute de jeu, le Leinster s'impose avec autorité pour remporter son troisième titre consécutif en ne concédant plus aucun point du reste de la partie. 
| 12 septembre 2020 | Leinster | 27 – 5 (10 – 5) | Ulster                 | Aviva Stadium, Dublin Arbitre : Andrew Brace |
| 12 septembre 2020 | Essai(s) : 3 Lowe (13e), Henshaw (46e), Doris (72e) Transformation(s) : 3 R. Byrne (15e, 48e), Sexton (72e) Pénalité(s) : 2 R. Byrne (26e, 45e) |                 | Essai(s) : 1 Hume (4e) | Aviva Stadium, Dublin Arbitre : Andrew Brace |
| 12 septembre 2020 | |                 |                        | Aviva Stadium, Dublin Arbitre : Andrew Brace |

## Statistiques

### Meilleurs réalisateurs
L'Irlandais du Munster JJ Hanrahan est le meilleur réalisateur de la saison avec 121 points marqués. Il remporte ainsi cette distinctions pour la seconde fois de sa carrière, après l'avoir remportée en 2013-2014,.
| Rang | Joueur      | Club             | Poste            | Points | Essais | Transf. | Pén. | Drops |
| ---- | ----------- | ---------------- | ---------------- | ------ | ------ | ------- | ---- | ----- |
| 1    | JJ Hanrahan | Munster          | Centre           | 121    | 1      | 34      | 16   | 0     |
| 2    | John Cooney | Ulster           | Demi de mêlée    | 105    | 4      | 26      | 11   | 0     |
| 3    | Sam Davies  | Dragons          | Demi d'ouverture | 94     | 0      | 20      | 17   | 1     |
| 4    | Ross Byrne  | Leinster         | Demi d'ouverture | 83     | 1      | 21      | 12   | 0     |
| 5    | Ian Keatley | Benetton Trévise | Demi d'ouverture | 82     | 3      | 17      | 11   | 0     |

### Meilleurs marqueurs
Rhyno Smith termine la saison en étant le meilleur marqueur d'essais avec dix réalisations en treize matchs.
| Rang | Joueur              | Club             | Poste         | Essais |
| ---- | ------------------- | ---------------- | ------------- | ------ |
| 1    | Rhyno Smith         | Cheetahs         | Arrière       | 10     |
| 2    | Steffan Evans       | Scarlets         | Ailier        | 9      |
| 2    | David Kearney       | Leinster         | Ailier        | 9      |
| 4    | George Horne        | Glasgow Warriors | Demi de mêlée | 7      |
| 4    | Rónan Kelleher      | Leinster         | Talonneur     | 7      |
| 4    | Duhan van der Merwe | Édimbourg Rugby  | Ailier        | 7      |

## Récompenses
Le joueur d'Édimbourg, Duhan van der Merwe est élu Joueur de la saison. L'Irlandais Caelan Doris est quant à lui élu Jeune joueur de la saison. L'entraîneur de la saison est celui d'Édimbourg : Richard Cockerill, qui a ramené son équipe parmi les meilleures du championnat. Le meilleur marqueur d'essai est Rhyno Smith (13 essais), tandis que le meilleur réalisateur est JJ Hanrahan. Paul Boyle remporte le prix de la Tackle Machine, récompensant le joueur possédant le meilleur pourcentage de plaquages réussis dans tout le championnat. Il l'emporte avec 179 plaquages réussis pour un taux de réussite de 98,3%. Le prix du Turnover King, ou « roi du turnover », est remporté par Josh Mcleod,. Enfin, Matthew Screech remporte le prix Iron Man, récompensant le joueur ayant disputé le plus de minutes, avec un total de 1161 minutes jouées sur 1200 possible, soit seulement 39 minutes de manquées sur toute la saison,.
| Distinction               | Lauréat             | Club            |
| ------------------------- | ------------------- | --------------- |
| Joueur de la saison       | Duhan van der Merwe | Édimbourg Rugby |
| Entraîneur de la saison   | Richard Cockerill   | Édimbourg Rugby |
| Jeune joueur de la saison | Caelan Doris        | Leinster        |
| Meilleur marqueur         | Rhyno Smith         | Cheetahs        |
| Golden Boot               | JJ Hanrahan         | Munster         |
| Tackle Machine            | Paul Boyle          | Connacht        |
| Turnover King             | Josh Macleod        | Scarlets        |
| Iron Man                  | Matthew Screech     | Dragons         |

| Poste                  | Joueurs                                  | Joueurs                                  | Joueurs                                  | Joueurs                                 | Joueurs                                 | Joueurs                                 |
| ---------------------- | ---------------------------------------- | ---------------------------------------- | ---------------------------------------- | --------------------------------------- | --------------------------------------- | --------------------------------------- |
| Arrière                | [15] Blair Kinghorn (Édimbourg Rugby)    | [15] Blair Kinghorn (Édimbourg Rugby)    | [15] Blair Kinghorn (Édimbourg Rugby)    | [15] Blair Kinghorn (Édimbourg Rugby)   | [15] Blair Kinghorn (Édimbourg Rugby)   | [15] Blair Kinghorn (Édimbourg Rugby)   |
| Trois quarts ailes     | [14] Monty Ioane (Benetton Trévise)      | [14] Monty Ioane (Benetton Trévise)      | [14] Monty Ioane (Benetton Trévise)      | [11] D. van der Merwe (Édimbourg Rugby) | [11] D. van der Merwe (Édimbourg Rugby) | [11] D. van der Merwe (Édimbourg Rugby) |
| Trois quarts centres   | [13] Rey Lee-Lo (Cardiff Blues)          | [13] Rey Lee-Lo (Cardiff Blues)          | [13] Rey Lee-Lo (Cardiff Blues)          | [12] Stuart McCloskey (Ulster)          | [12] Stuart McCloskey (Ulster)          | [12] Stuart McCloskey (Ulster)          |
| Charnière              | [10] Jaco van der Walt (Édimbourg Rugby) | [10] Jaco van der Walt (Édimbourg Rugby) | [10] Jaco van der Walt (Édimbourg Rugby) | [9] John Cooney (Ulster)                | [9] John Cooney (Ulster)                | [9] John Cooney (Ulster)                |
| Troisième ligne centre | [8] Viliame Mata (Édimbourg Rugby)       | [8] Viliame Mata (Édimbourg Rugby)       | [8] Viliame Mata (Édimbourg Rugby)       | [8] Viliame Mata (Édimbourg Rugby)      | [8] Viliame Mata (Édimbourg Rugby)      | [8] Viliame Mata (Édimbourg Rugby)      |
| Troisième ligne aile   | [7] Will Connors (Leinster)              | [7] Will Connors (Leinster)              | [7] Will Connors (Leinster)              | [6] Max Deegan (Leinster)               | [6] Max Deegan (Leinster)               | [6] Max Deegan (Leinster)               |
| Deuxième ligne         | [5] Grant Gilchrist (Édimbourg Rugby)    | [5] Grant Gilchrist (Édimbourg Rugby)    | [5] Grant Gilchrist (Édimbourg Rugby)    | [4] Scott Fardy (Leinster)              | [4] Scott Fardy (Leinster)              | [4] Scott Fardy (Leinster)              |
| Piliers                | [3] Leon Brown (Dragons)                 | [3] Leon Brown (Dragons)                 | [3] Leon Brown (Dragons)                 | [1] Pierre Schoeman (Édimbourg)         | [1] Pierre Schoeman (Édimbourg)         | [1] Pierre Schoeman (Édimbourg)         |
| Talonneur              | [2] Joseph Dweba (Cheetahs)              | [2] Joseph Dweba (Cheetahs)              | [2] Joseph Dweba (Cheetahs)              | [2] Joseph Dweba (Cheetahs)             | [2] Joseph Dweba (Cheetahs)             | [2] Joseph Dweba (Cheetahs)             |